# Artediellus miacanthus
Artediellus miacanthus es una especie de pez del género Artediellus, familia Cottidae. Fue descrita científicamente por Gilbert & Burke en 1912.
Se distribuye por la región del Pacífico Norte: mar del norte de Japón, mar de Ojotsk, golfo de Anádyr y mar de Bering. Puede alcanzar los 400 metros de profundidad.
Está clasificada como una especie marina inofensiva para el ser humano.